# أورخان ديمير
أورخان ديمير هو عازف جاز كندي، ولد في 1954.

## وصلات خارجية
- الموقع الرسمي
- أورخان ديمير على موقع ميوزك برينز (الإنجليزية)